# Mistrovství Evropy v judu 2015 – ženy – polotěžká váha (-78 kg)
Zápasy v judu na I. Evropský hrách / mistrovství Evropy v kategorii polotěžkých vah žen proběhly v Baku, 25. června 2015.

## Finále
| finále              |                     |
| ------------------- | ------------------- |
| Marhinde Verkerková | Marhinde Verkerková |
| Luise Malzahnová    | Marhinde Verkerková |

## Opravy / O bronz
Poražení čtvrtfinalisté se utkávají mezi sebou v opravách. Vítězové oprav následně vyzvou poražené semifinalisty v boji o bronzovou medaili.
| opravy              | o bronz             |                     |
| ------------------- | ------------------- | ------------------- |
| Abigel Joóová       | Natalie Powellová   | Anamari Velenšeková |
| Natalie Powellová   | Natalie Powellová   | Anamari Velenšeková |
|                     | Anamari Velenšeková | Anamari Velenšeková |
| Viktorija Turksová  | Guusje Steenhuisová | Guusje Steenhuisová |
| Guusje Steenhuisová | Guusje Steenhuisová | Guusje Steenhuisová |
|                     | Audrey Tcheuméová   | Guusje Steenhuisová |

## Pavouk
|   | 1/32                    | 1/16                    | čtvrtfinále         | semifinále          | finále              |
| - | ----------------------- | ----------------------- | ------------------- | ------------------- | ------------------- |
| A | volný los               | Audrey Tcheuméová       | Audrey Tcheuméová   | Audrey Tcheuméová   | Marhinde Verkerková |
| A | volný los               | Audrey Tcheuméová       | Audrey Tcheuméová   | Audrey Tcheuméová   | Marhinde Verkerková |
| A | volný los               | Gunel Hasanliová        | Audrey Tcheuméová   | Audrey Tcheuméová   | Marhinde Verkerková |
| A | volný los               | Gunel Hasanliová        | Audrey Tcheuméová   | Audrey Tcheuméová   | Marhinde Verkerková |
| A | Assunta Galeoneová      | Abigél Joóová           | Abigél Joóová       | Audrey Tcheuméová   | Marhinde Verkerková |
| A | Abigél Joóová           | Abigél Joóová           | Abigél Joóová       | Audrey Tcheuméová   | Marhinde Verkerková |
| A | volný los               | Laia Talarnová          | Abigél Joóová       | Audrey Tcheuméová   | Marhinde Verkerková |
| A | volný los               | Laia Talarnová          | Abigél Joóová       | Audrey Tcheuméová   | Marhinde Verkerková |
| B | volný los               | Marhinde Verkerková     | Marhinde Verkerková | Marhinde Verkerková | Marhinde Verkerková |
| B | volný los               | Marhinde Verkerková     | Marhinde Verkerková | Marhinde Verkerková | Marhinde Verkerková |
| B | volný los               | Ivana Maranićová        | Marhinde Verkerková | Marhinde Verkerková | Marhinde Verkerková |
| B | volný los               | Ivana Maranićová        | Marhinde Verkerková | Marhinde Verkerková | Marhinde Verkerková |
| B | volný los               | Natalie Powellová       | Natalie Powellová   | Marhinde Verkerková | Marhinde Verkerková |
| B | volný los               | Natalie Powellová       | Natalie Powellová   | Marhinde Verkerková | Marhinde Verkerková |
| B | Klara Apotekarová       | Anastasija Dmitrijevová | Natalie Powellová   | Marhinde Verkerková | Marhinde Verkerková |
| B | Anastasija Dmitrijevová | Anastasija Dmitrijevová | Natalie Powellová   | Marhinde Verkerková | Marhinde Verkerková |
| C | volný los               | Anamari Velenšeková     | Anamari Velenšeková | Anamari Velenšeková | Luise Malzahnová    |
| C | volný los               | Anamari Velenšeková     | Anamari Velenšeková | Anamari Velenšeková | Luise Malzahnová    |
| C | volný los               | Marta Tortová           | Anamari Velenšeková | Anamari Velenšeková | Luise Malzahnová    |
| C | volný los               | Marta Tortová           | Anamari Velenšeková | Anamari Velenšeková | Luise Malzahnová    |
| C | volný los               | Viktorija Turksová      | Viktorija Turksová  | Anamari Velenšeková | Luise Malzahnová    |
| C | volný los               | Viktorija Turksová      | Viktorija Turksová  | Anamari Velenšeková | Luise Malzahnová    |
| C | Madeleine Malongaová    | Gemma Gibbonsová        | Viktorija Turksová  | Anamari Velenšeková | Luise Malzahnová    |
| C | Gemma Gibbonsová        | Gemma Gibbonsová        | Viktorija Turksová  | Anamari Velenšeková | Luise Malzahnová    |
| D | volný los               | Luise Malzahnová        | Luise Malzahnová    | Luise Malzahnová    | Luise Malzahnová    |
| D | volný los               | Luise Malzahnová        | Luise Malzahnová    | Luise Malzahnová    | Luise Malzahnová    |
| D | Daria Pogorzelecová     | Daria Pogorzelecová     | Luise Malzahnová    | Luise Malzahnová    | Luise Malzahnová    |
| D | Yahima Ramirezová       | Daria Pogorzelecová     | Luise Malzahnová    | Luise Malzahnová    | Luise Malzahnová    |
| D | volný los               | Guusje Steenhuisová     | Guusje Steenhuisová | Luise Malzahnová    | Luise Malzahnová    |
| D | volný los               | Guusje Steenhuisová     | Guusje Steenhuisová | Luise Malzahnová    | Luise Malzahnová    |
| D | volný los               | Sofie De Saedelaereová  | Guusje Steenhuisová | Luise Malzahnová    | Luise Malzahnová    |
| D | volný los               | Sofie De Saedelaereová  | Guusje Steenhuisová | Luise Malzahnová    | Luise Malzahnová    |